# Antonio Innocenti
Antonio kardinál Innocenti (23. srpna 1915 Poppi – 6. září 2008 Řím) byl italský římskokatolický kněz, diplomat, kardinál.

## Kněz a diplomat
Studoval v semináři ve Fiesole, kněžské svěcení přijal 17. července 1938. Pokračoval ve studiích na římských univerzitách – na Papežské univerzitě Gregoriana získal doktorát z kanonického práva, na Lateránské univerzitě se stal doktorem teologie a na Papežské diplomatické akademii se připravoval na diplomatickou dráhu. Krátce působil jako duchovní ve farnosti Valdarno v Toskánsku. Během druhé světové války byl dvakrát ve vězení kvůli pomoci obětem nacistického pronásledování. Po skončí války založil ve Fiesole Italské sdružení křesťanských dělníků.
Od roku 1950 začal působil v diplomatických službách Svatého Stolce. Pracoval mj. na nunciaturách v Nizozemí, Švýcarsku, Egyptě, Sýrii, Belgii či Francii. V prosinci 1967 byl jmenován nunciem v Paraguayi a zároveň obdržel hodnost titulárního arcibiskupa. Biskupské svěcení přijal 18. února 1968 ve Florencii. V letech 1973 až 1980 působil v římské kurii, následujících pět let vykonával funkci nuncia ve Španělsku.

## Kardinál
Při konzistoři květnu 1985 ho papež Jan Pavel II. jmenoval kardinálem. V lednu 1986 byl jmenován prefektem Kongregace pro klérus, v říjnu 1988 také prezidentem Papežské komise pro kulturní dědictví církve. Na obě funkce rezignoval v červenci 1991, kdy se stal prefektem Papežské komise Ecclesia Dei. Na odpočinek odešel v roce 1995, krátce přes svými osmdesátinami.